# From Me to You (Yui)
From Me To You is het eerste album van Yui. From Me To You werd in 2006 180,657 keer verkocht en behaalde de vierde plaats op de Japanse album top 200. Toen Yui's tweede album Can't buy my love uitkwam verscheen From Me To You opnieuw in de Japanse top 30. Een weinig gezien fenomeen in de Japanse hitlijsten, al helemaal in de 21e eeuw.

## Tracks
1. Merry Go Round
2. Feel My Soul
3. Ready to love
4. Swing of lie
5. Life
6. Blue wind
7. I can't say
8. Simply white
9. Just my way
10. Tomorrow's Way
11. I know
12. Tokyo
13. Spiral and escape